# 臺灣製糖

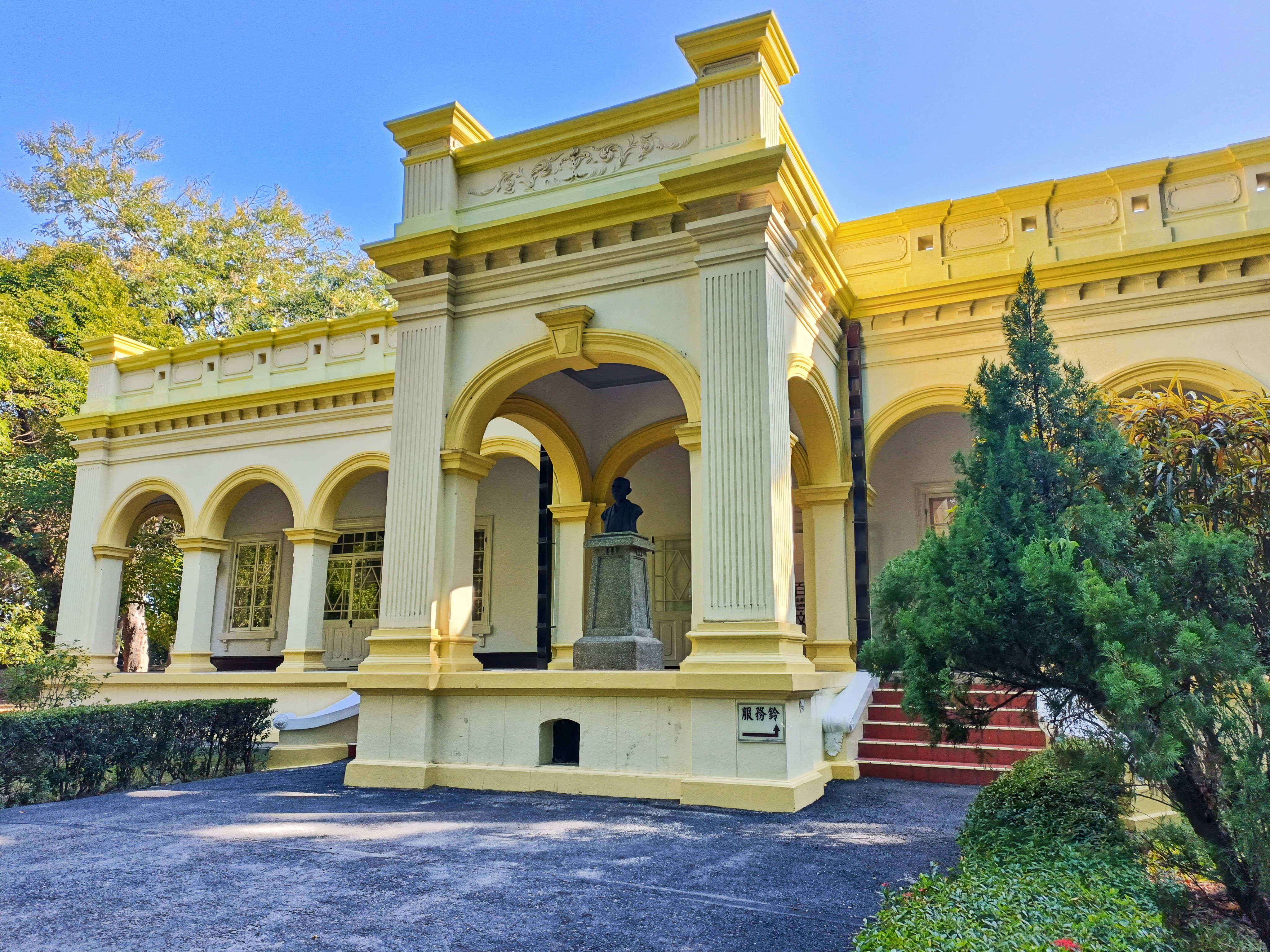
臺灣製糖本社第一代廳舍（橋頭糖廠），建築上方的方孔是創社時為抵禦「土匪」的置槍孔。

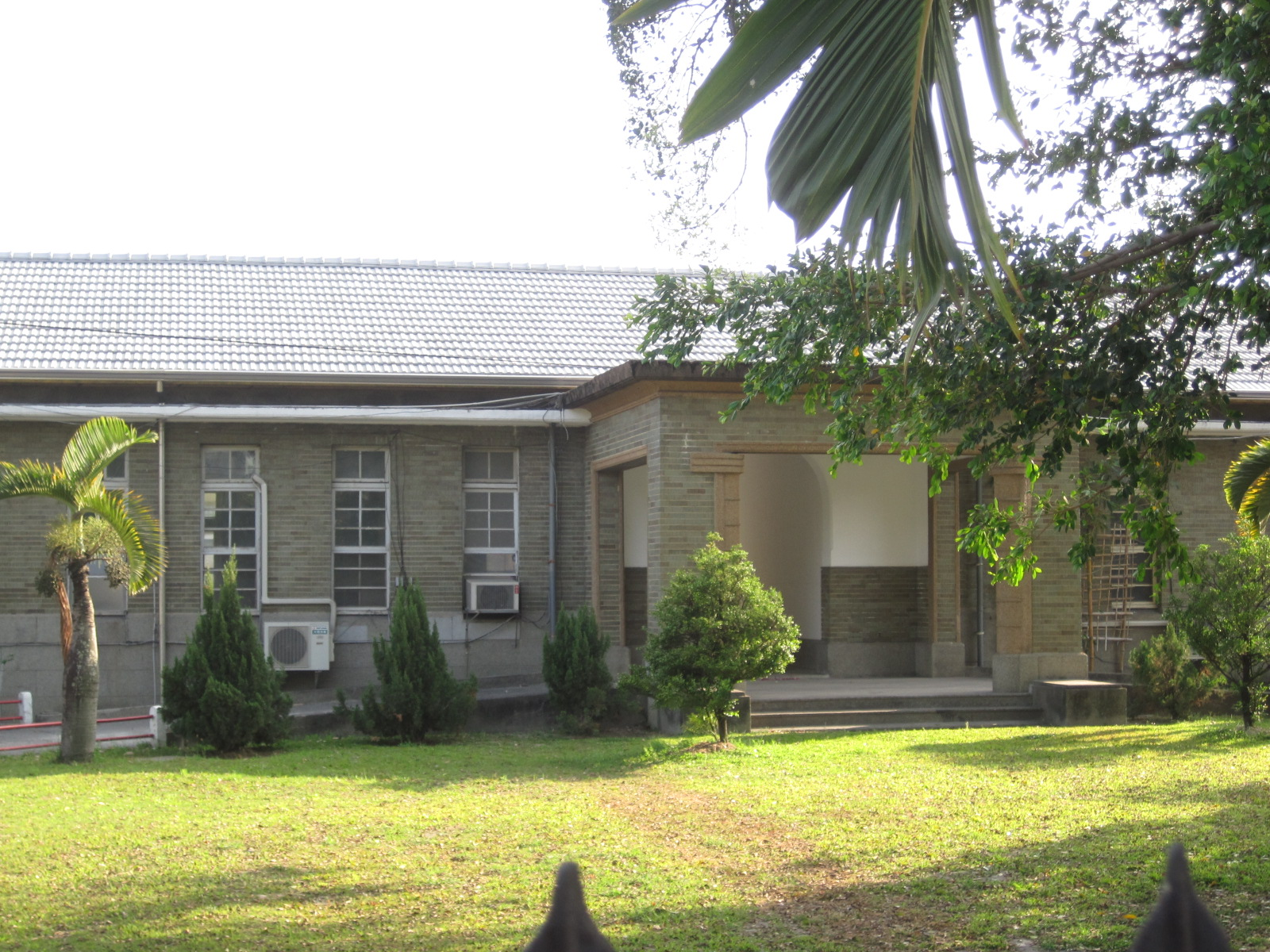
臺灣製糖本社遷至屏東後所用的廳舍（屏東糖廠）

臺灣製糖株式會社（簡稱臺糖）是臺灣日治時期由三井財閥創立的製糖會社；該會社建造了臺灣第一座新式糖廠橋仔頭工場，可說是臺灣新式製糖業的始祖，其旗下阿緱工場曾因高產能被譽為「臺灣糖業的新高山」，並在日治末期時掌握曾文溪以南所有的製糖所與原料區。戰後，臺灣製糖在臺灣的資產與大日本製糖、明治製糖、鹽水港製糖的在臺資產皆併入臺灣糖業公司；在日本內地的資產則由台糖株式會社承繼，直至2005年4月時與新三井製糖株式會社及株式會社KS合併成立三井製糖。

## 沿革

### 籌設
臺灣總督兒玉源太郎上任後為謀求臺灣的財政獨立，發展糖業成為其施政重點之一，而在接受殖產課農務股技手山田熙的「糖業政策意見書」之建議後，決定先在臺灣成立一間大規模的新式製糖會社，考量資金等問題後，兒玉源太郎便有與三井財閥合作之打算。民政長官後藤新平在明治三十二年（1899年）12月前往東京後的停留期間，曾於隔年2月與三井物產專務理事益田孝會談，之後他與山田熙又各自與三井物產營業部長福井菊三郎、三井財閥最高顧問井上馨、日本精製糖株式會社社長長尾三十郎和專務取締役鈴木藤三郎等人交涉，但要到兒玉總督明治三十三年（1900年）5月抵達東京承諾給與新會社為期五年之資本額6%的補助，並在第一年給與12000元後，新會社的投資案才順利進行。
該會社原資本額設定為50萬元，後來井上馨在聽取鈴木藤三郎之建議後改為100萬元，且透過伊藤博文的協助，引入資本，前五大股東依序為：三井財閥(1500股)、原長州藩藩主毛利家(1000股)、日本皇室（1000股）、台灣糖商陳中和(750股)、王雪農(250股)。
明治三十三年（1900年）6月13日在東京市麴町區有樂町三井集會所召開第一次創立發起人會，發表「臺灣製糖株式會社目論見書」，規劃的資本額為100萬元，發行2萬股。
該年10月鈴木藤三郎與山本悌二郎來臺進行兩個月之探查，初步選擇在今臺南市麻豆區一帶的蔴豆設廠，但後來鈴木藤三郎改選擇以橋仔頭（今高雄市橋頭區）為廠址，之後於12月2日返回日本。
明治三十三年（1900年）12月10日，於東京日本橋區坂本町的東京銀行集會所召開臺灣製糖株式會社創立總會，會中選出鈴木藤三郎、益田孝、田島信夫、武智直道、陳中和擔任取締役（相當於董事），推舉長尾三十郎、上田安三郎、岡本貞烋為監察役（監事），再由取締役互選出鈴木藤三郎擔任社長（1900年－1905年），會社本社位於臺南縣仁壽下里橋仔頭庄字大路墘，另於三井物產合名會社內設置臨時性東京事務取扱所。

### 創立後

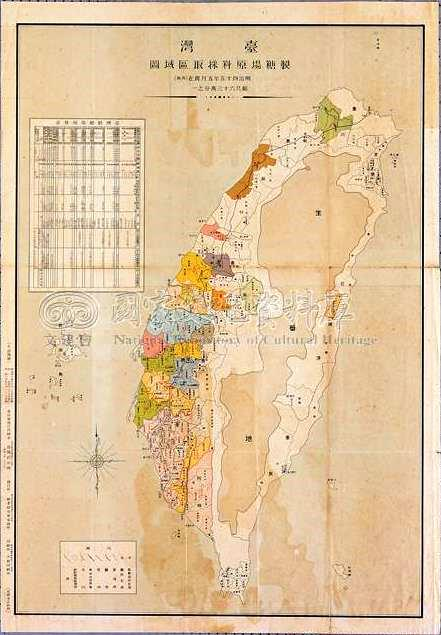
1912年的全臺製糖廠原料採取區域圖

明治三十四年（1901年）春，臺灣製糖株式會社開始在臺南廳橋仔頭建廠，支配人（經理）為山本悌二郎，製糖技師為齊藤定雋。施工期間於該年5月，工場曾遭土匪襲擊，楠梓坑分遣隊20名士兵遂進駐，後來到了11月23日時完成機械安裝、進行試運轉，隔年（1902年）1月15日製糖工場正式開工，是為臺灣第一所新式製糖工廠。另外在同年（1902年）9月，臺灣製糖與三井物產合名會社簽約，臺灣製糖的產品均交由三井物產販售。日俄戰爭後，由於看好戰後景氣，且臺灣總督府在明治三十八年（1905年）6月頒布「製糖廠取締規則」，實施製糖許可制與原料採取區域制度，對日資有利，因蔗農因被「設限」不得越區出售甘蔗，只能賣給政府指定區域內的糖廠，亦不得把甘蔗用作製造砂糖以外的用途，任由製糖會社剝削，大正14年（1925年）因此爆發「二林事件」，打開了1920年代農民運動的抗爭大門。後來矢內原忠雄說：「甘蔗糖業的歷史即是殖民地的歷史」，臺灣經濟史上也有一句俗諺：「第一憨，替人選舉做運動。第二憨，種甘蔗乎會社磅」。
故之後在明治三十九年（1906年）8月30日，臺灣製糖在東京商業會議所舉辦的第六回定期股東大會及臨時總會上宣布增資400萬日圓，以在橋仔頭增設第二工場與酒精工場，同時準備覓地設立第三工場，而後在這一年臺灣製糖便買下總督府在後壁林（今高雄市小港區）佔地約3000甲的模範農場，於隔年（1907年）開始進行橋仔頭第二工場、橋仔頭酒精工場與後壁林工場的工程。年底時第二工場完工，隔年（1908年）1月動工；酒精工場則在3月落成，4月開工（該工場是臺灣第一座以糖蜜為原料製造酒精的工廠）；後壁林工場則於12月落成，明治四十二年（1909年）開始生產。
此外在第六回定期股東大會後，部分臺灣製糖股東於明治三十九年（1906年）10月舉行大東製糖株式會社的創立發起人會，該會社位於阿緱廳，並於12月收購阿緱廳公館庄的南昌製糖株式會社（其工場在1910年2月停廢），隔年（1907年）3月5日正式召開大東製糖的創立總會，社長即是臺灣製糖的第二任社長藤田四郎（1905年－1921年），而總會閉會後便召開大東製糖與臺灣製糖合併協誼會，6月兩會社便正式合併，使得臺灣製糖的資本額變為1000萬日圓。同年（1907年）11月臺灣製糖在阿緱廳歸來庄（今屏東縣屏東市）建阿緱工場，隔年（1908年）年底竣工，該廠在1909年11月到1910年11月之間進行擴張，將壓榨能力從1200噸提升到3000噸，為當時東洋最大的糖廠，號稱「臺灣糖業的新高山」。
另外在合併大東製糖時，臺灣製糖與王雪農、蔡國琳等所創立的臺南製糖（建有灣裡工場，即今善化糖廠）以原臺南製糖非依商法所設無法增資為由而又成立一間臺南製糖（1907年11月29日，資本額200萬）接收原會社，而這間臺南製糖的社長亦由藤田四郎擔任，原臺南製糖僅四名董事（王雪農、蔡國琳、張文選、陳鴻鳴）繼續擔任董監事，且臺灣製糖已持有一半的股權，而到了明治四十二年（1909年）臺南製糖即被合併，臺灣製糖資本額增為1200萬。隔年（1910年）臺灣製糖再次增資，令資本額變為2400萬以進行車路墘工場、阿緱酒精工場等建設與阿緱工場的擴建。
明治四十四年（1911年）時，臺灣製糖本社搬到打狗，7月，為了合併外資ベィン商會（The Bain & Company）的鳳山工場（1923年停廢）與F.S.D會社（The Formosa Sugar and Development Company, Ltd.）的三崁店製糖場（後來的永康糖廠）而在日本橫濱成立了怡記製糖株式會社，上述兩外資會社在該年6月先締結合併契約後，怡記製糖再與其合併，之後在10月時怡記製糖與臺灣製糖簽下臨時合併契約，經11月的臺灣製糖臨時股東大會追認後於次年（1912年）1月17日正式合併，臺灣製糖資本額因而再增加到2550萬。
而除了在臺灣發展外，為了消耗臺灣生產的粗糖，臺灣製糖於明治四十四年（1911年）收購了神戶精糖株式會社，改為神戶製糖所，開始經營精糖業，隔年（1912年）合併埔社製糖株式會社，改為埔里製糖所。大正四年（1915年）興建神戶製糖所第二工場，五年（1916年）合併臺北製糖，改為臺北製糖所（1942年停廢），臺灣製糖資本額提升到2980萬。
第一次世界大戰發生後，因歐洲甜菜糖減產，蔗糖因而搶手，日本東京市場在大正九年（1920年）5月時出現每百斤分蜜糖46圓66錢、精糖55圓65錢的價位（戰前價位分別是14圓與19圓），臺灣製糖在這波行情下除分配高股息，並增資3320萬以興建九州製糖所（日本福岡，精糖工廠）與東港製糖所（後來的南州糖廠），資本額變為6300萬，也是在這一年，臺灣製糖本社從高雄街搬到屏東街的阿緱製糖所。
然而在這之後因關東大地震與昭和經濟恐慌，臺灣製糖業界受到打擊，其中因為鈴木商店於昭和二年（1927年）4月破產，旗下的東洋製糖解散由大日本製糖與明治製糖買下接收，而同屬鈴木商店的鹽水港製糖則在9月時將旗尾與恆春製糖所賣給臺灣製糖（12月31日完成讓渡）。為了買下這兩間糖廠，臺灣製糖在隔年（1928年）1月發行1000萬的公司債作為代金（三井銀行擔保），此外同年臺灣製糖又增建了灣裡第二工場。
第三任社長山本悌二郎（1921年－1927年）入閣擔任農林大臣後，由專務武智直道接任（1927年－1939年），他同時也擔任糖業聯合會的會長，在其任內臺灣製糖並未有太多擴展，使得臺灣製糖的資本額在後來被大日本製糖超越。第五任社長益田太郎接任後，臺灣製糖於昭和十六年（1941年）9月合併了陳中和創立的新興製糖株式會社，改為大寮製糖所（1942年停廢），臺灣製糖至此完全控有曾文溪以南的製糖所與原料區。

### 二次大戰後
二次大戰後，臺灣製糖在臺資產由臺灣糖業公司所接收，在日資產則由昭和二十一年（1946年）7月成立的新日本興業株式會社承繼，該公司在同年10月即更名大東殖產株式會社，之後於昭和二十五年（1950年）5月改稱臺糖株式會社，直至2005年4月時與新三井製糖株式會社、株式會社ケイ・エス合併成三井製糖株式會社。

## 製糖工場
以下收錄日治末期臺灣製糖在臺灣的製糖工場
| 製糖所名     | 今名           | 落成或收購年代 | 備註 |
| 橋仔頭製糖所 | 橋頭糖廠       | 1902年         | 直到1911年為止為總公司所在地                                                                                             |
| 阿緱製糖所   | 臺糖屏東總廠   | 1908年         | 1922年起為總公司所在地直至戰後                                                                                           |
| 後壁林製糖所 | 臺糖小港廠     | 1909年         | |
| 灣裡製糖所   | 善化糖廠       | 1909年         | 原屬臺南製糖（1904年成立，資本額30萬，後於同年5月15日再增資5萬），1906年12月開始生產                                     |
| 車路墘製糖所 | 仁德糖廠       | 1910年         | 1909年10月著手規劃，1910年11月1日落成試運轉，11月19日第一次壓榨                                                          |
| 三崁店製糖所 | 永康糖廠       | 1912年         | 1906年「ベィン商會」（The Bain & Company）所建，1909年轉手給F.S.D會社（The Formosa Sugar and Development Company, Ltd.） |
| 埔里製糖所   | 埔里副產加工廠 | 1912年         | 原埔里社製糖株式會社 |
| 臺北製糖所   |                | 1916年         | 原臺北製糖株式會社，1942年已停止運轉                                                                                     |
| 東港製糖所   | 臺糖南州廠     | 1920年         | |
| 旗尾製糖所   | 旗山糖廠       | 1927年         | 原屬高砂製糖（1909年成立，資本額250萬），1910年9月被鹽水港製糖合併，1910年11月7日高砂製糖解散                            |
| 恆春製糖所   | 恆春糖廠       | 1927年         | 原恆春製糖合資會社（資本額6萬），後於1927年6月被鹽水港製糖收購                                                           |
| 大寮製糖所   |                | 1941年         | 原屬1903年創立的新興製糖株式會社，1942年已停止運轉                                                                       |

## 製糖鐵道

### 神社前線
| 神社前線（善化─神社前）                              |          |                                    |              |
| *原 臺灣製糖神社前線 *昭和7年（1932年）12月21日 開業 |          |                                    |              |
| 車站名                                               | 營業里程 | 備考                               | 所在地       |
| 善化驛                                               | 0        | 1947年10月改為善化站               | 臺南市善化區 |
| 六分寮                                               | 2.2      | 1947年10月改為六德里站             | 臺南市善化區 |
| 工場                                                 | 3.5      | 1947年10月改為灣裡場站，後改善糖站 | 臺南市善化區 |
| 神社前                                               | 3.8      | 1947年10月改為公誠村站             | 臺南市善化區 |

- 旗尾線

| 屏東線（屏東─里港(乘)）       |          |      |              |
| *大正3年（1914年）7月2日 開業 |          |      |              |
| 車站名                        | 營業里程 | 備考 | 所在地       |
| 屏東                          | 0        |      | 屏東縣屏東市 |
| ホテル前                      | 0.5      |      | 屏東縣屏東市 |
| 工場                          | 1.0      |      | 屏東縣屏東市 |
| 新番子埔                      | 2.2      |      | 屏東縣屏東市 |
| 火燒                          | 3.3      |      | 屏東縣屏東市 |
| 北勢頭                        | 3.9      |      | 屏東縣屏東市 |
| 崇蘭                          | 5.4      |      | 屏東縣屏東市 |
| 下冷水坑                      | 7.8      |      | 屏東縣九如鄉 |
| 九塊                          | 9.5      |      | 屏東縣九如鄉 |
| 大邱園                        | 11.0     |      | 屏東縣九如鄉 |
| 三塊厝                        | 11.9     |      | 屏東縣九如鄉 |
| 搭樓                          | 13.5     |      | 屏東縣里港鄉 |
| 崎子頭                        | 14.2     |      | 屏東縣里港鄉 |
| 里港                          | 15.4     |      | 屏東縣里港鄉 |
| 里港(乘)                      | 15.8     |      | 屏東縣里港鄉 |

| 屏東─東港                       |          |      |              |
| *明治42年（1909年）6月25日 開業 |          |      |              |
| 車站名                          | 營業里程 | 備考 | 所在地       |
| 屏東                            | -0.6     |      | 屏東縣屏東市 |
| 工場                            | 0        |      | 屏東縣屏東市 |
| 大湖                            | 2.8      |      | 屏東縣屏東市 |
| 萬丹                            | 4.9      |      | 屏東縣萬丹鄉 |
| 新庄子                          | 7.2      |      | 屏東縣萬丹鄉 |
| 甘棠門                          | 9.1      |      | 屏東縣萬丹鄉 |
| 洲子                            | 10.3     |      | 屏東縣崁頂鄉 |
| 過溪子                          | 11.4     |      | 屏東縣崁頂鄉 |
| 內關帝                          | 12.4     |      | 屏東縣東港鎮 |
| 東港                            | 14.5     |      | 屏東縣東港鎮 |

| 鳳山線（鳳山─工場）             |          |      |                |
| *明治42年（1909年）10月5日 開業 |          |      |                |
| 車站名                          | 營業里程 | 備考 | 所在地         |
| 鳳山                            | 0        |      | 高雄市鳳山區** |
| 西門                            | 0.9      |      | 高雄市鳳山區   |
| 二苓                            | 6.1      |      | 高雄市小港區   |
| 工場                            | 7.8      |      | 高雄市小港區   |

### 林子邊線
| 林子邊線（鳳山─林子邊）                             |          |      |              |
| *原 新興製糖林子邊線 *明治42年（1909年）6月5日 開業 |          |      |              |
| 車站名                                              | 營業里程 | 備考 | 所在地       |
| 鳳山                                                | 0        |      | 高雄市鳳山區 |
| 電信所                                              | 1.9      |      | 高雄市鳳山區 |
| 山子頂                                              | 4.5      |      | 高雄市大寮區 |
| 會社                                                | 5.6      |      | 高雄市大寮區 |
| 大寮                                                | 8.2      |      | 高雄市大寮區 |
| 潮州寮                                              | 10.8     |      | 高雄市大寮區 |
| 赤崁                                                | 14.3     |      | 高雄市大寮區 |
| 潭頭                                                | 16.4     |      | 高雄市林園區 |
| 林子邊                                              | 18.5     |      | 高雄市林園區 |

### 鷺洲新莊線
| 鷺洲新莊線（鷺洲─新莊） |          |      |              |
| *臺車軌道               |          |      |              |
| 車站名                  | 營業里程 | 備考 | 所在地       |
| 鷺洲                    | 0        |      | 新北市蘆洲區 |
| 橋頭                    | -        |      | 新北市三重區 |
| 新莊                    | -        |      | 新北市新莊區 |
| 新莊街                  | -        |      | 新北市新莊區 |